# Wilhelm Schürer
Wilhelm Karl Emil Schürer (* 15. September 1886 in Lübeck; † 1. November 1975 ebenda) war ein deutscher Architekt.

## Leben

### Ausbildung
Er studierte zunächst an der Baugewerkschule seiner Heimatstadt, ehe er an die Technische Hochschule Karlsruhe wechselte. Seit 1908 gehörte er der Karlsruher Burschenschaft Tuiskonia an.

### Berufliche Karriere
Erstmals in größerem Maße auf sich aufmerksam machte Schürer mit dem von ihm entworfenen und am 6. März 1921 auf dem Ehrenfriedhof enthüllten Gedenkstein für die im Ersten Weltkrieg gefallenen Beamten und Arbeiter der Lübeck-Büchener Eisenbahngesellschaft. Dieses Werk dürfte ausschlaggebend dafür gewesen sein, dass man ihn wenig später in das Preisgericht berief, das im Juni gleichen Jahres die 48 eingereichten Entwürfe für ein Krieger-Ehrenmal in der Marienkirche beurteilte.
Im Laufe seiner Karriere entwarf er zahlreiche Gebäude im Lübecker Stadtgebiet – zumeist Wohnbebauung – und ging kurzzeitige Bürogemeinschaften mit Otto Dethlef Siebert (1921–1923) sowie mit dem Regierungsbaumeister Heinz Grau (1932) ein. Schürers bekannteste Bauten bilden die 1930 entstandene Siedlung mit den Hausnummern 70 bis 101 in der Triftstraße (⊙). Die zweigeschossigen, kubischen Backstein-Doppelhäuser zu beiden Seiten der Straße sind ein herausragendes Lübecker Beispiel für die Architektur- und Städtebaubewegung des „Neuen Bauens“. Sie verfügen über Flachdächer mit geringem Gefälle, verkoppelnde eingeschossige Bauteile, eine Sockelandeutung mit dünnem Ziegelsims und besaßen ursprünglich leicht liegende Fensterformate und -teilungen. Bei bewusst reduzierten Details sind die prägenden Gestaltungselemente jeweils neun relief-artige Ziegelfelder beziehungsweise -bänder, die über das gesamte Obergeschoss hinweg komplett umlaufend und über alle Häuser hinweg die dortigen Fenster miteinander verbinden.
Während der Zeit des Nationalsozialismus wechselte Schürer nach Schwerin und wurde Regierungsbaurat des Landes Mecklenburg. In dieser Funktion wirkte er unter anderem an der Entwurfsplanung für die Pädagogische Hochschule Güstrow mit. Nach dem Ende des Zweiten Weltkrieges verließ er die sowjetische Besatzungszone und kehrte nach Lübeck zurück, wo er seine Wohnungsbauaktivitäten wieder aufnahm und sich außerdem um den Wiederaufbau des Marktplatzes verdient machte.

## Werke (Auswahl)

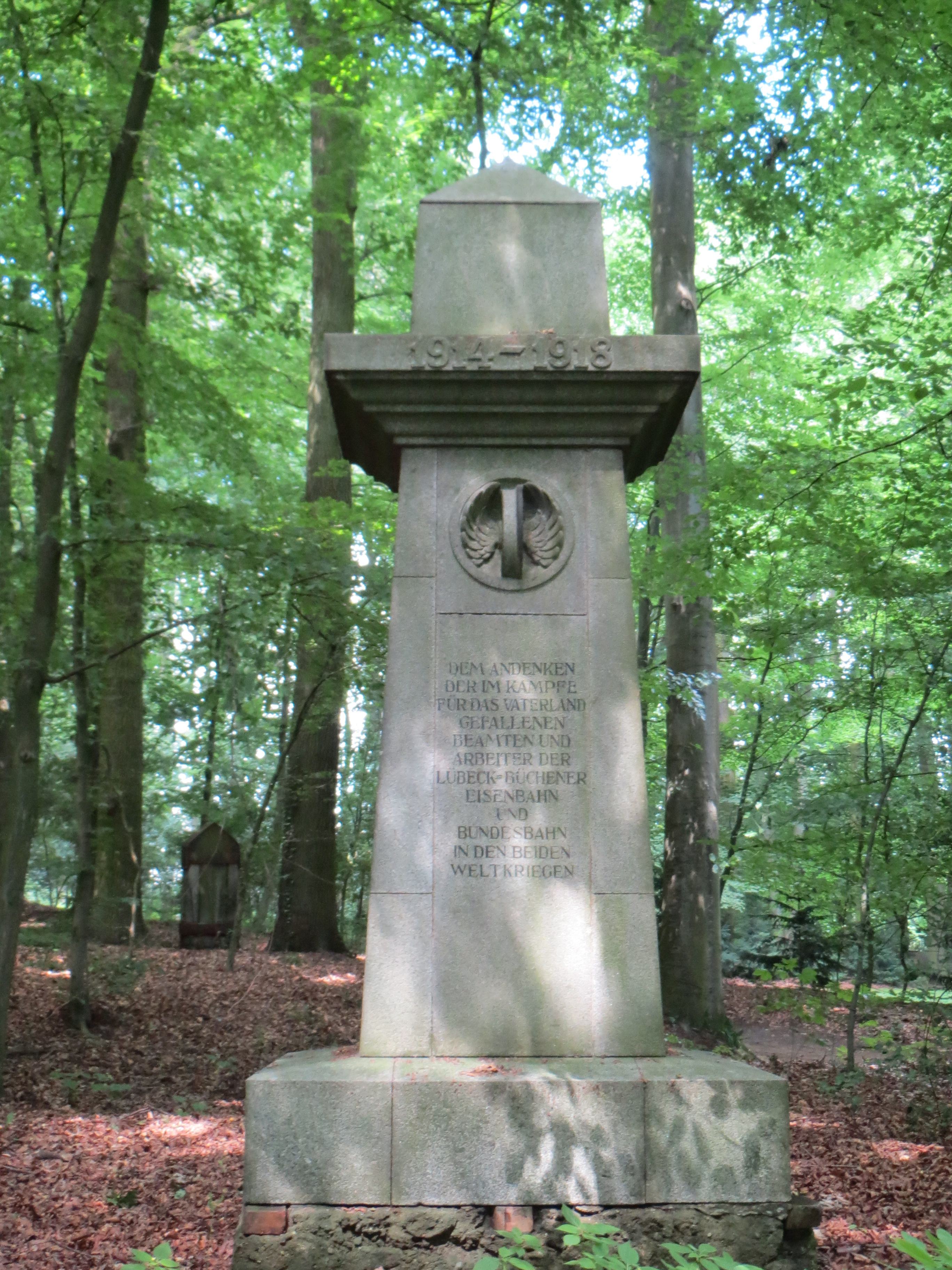
Gefallenengedenkstein auf dem Ehrenfriedhof (1921)
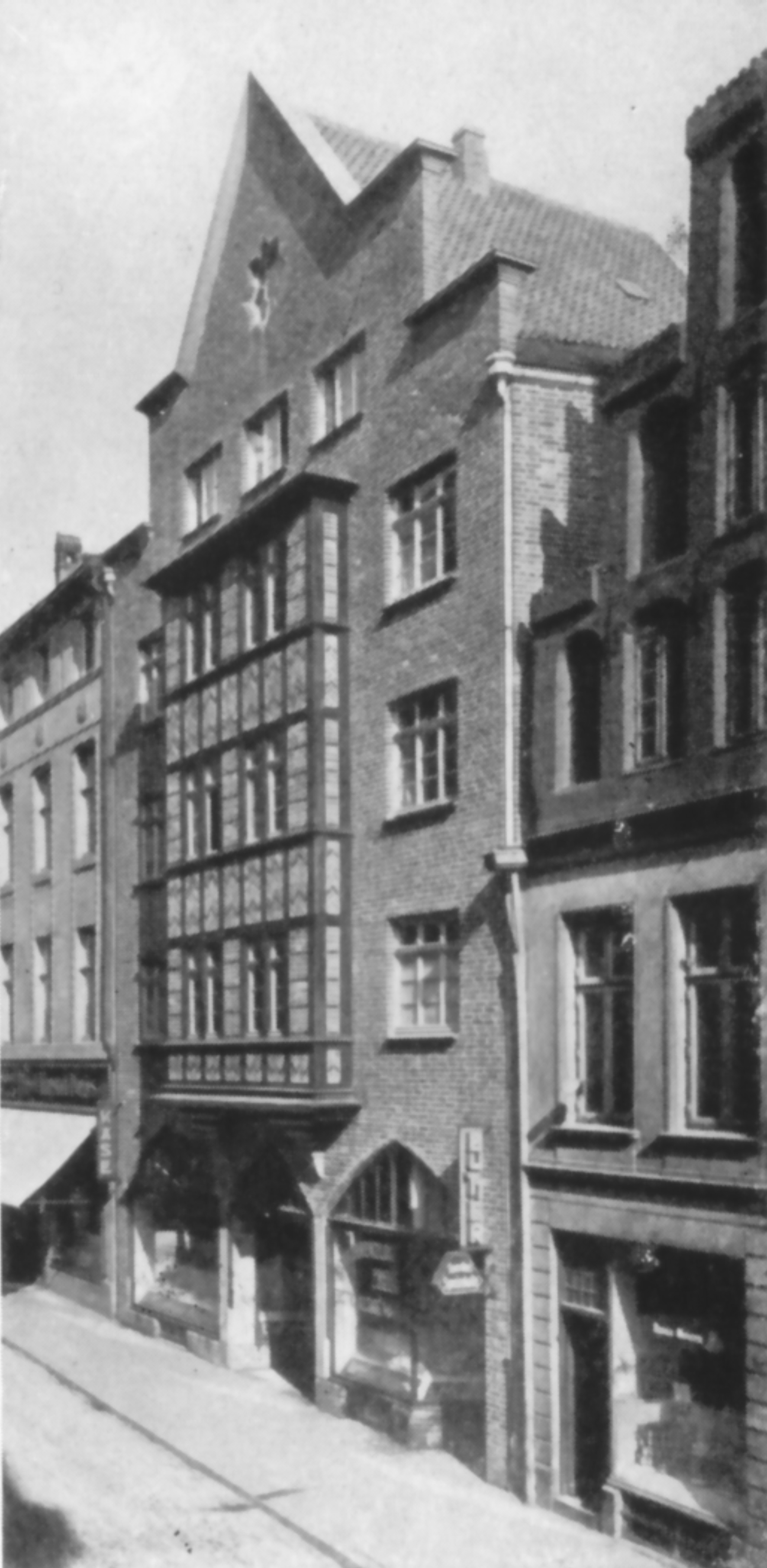
Johannisstraße 5 (1930; zerstört 1942)
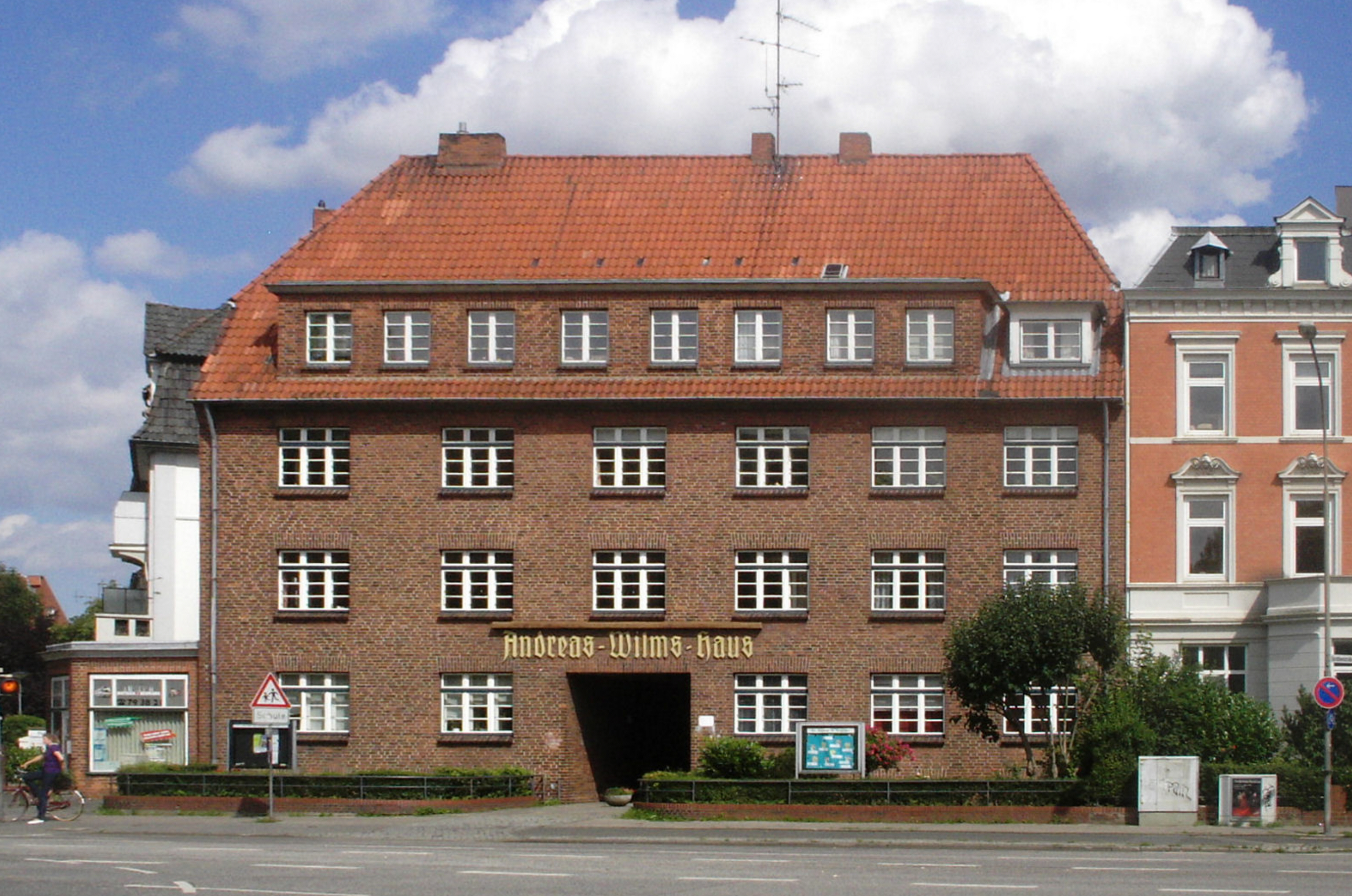
Hüxtertorallee 1 (1930)
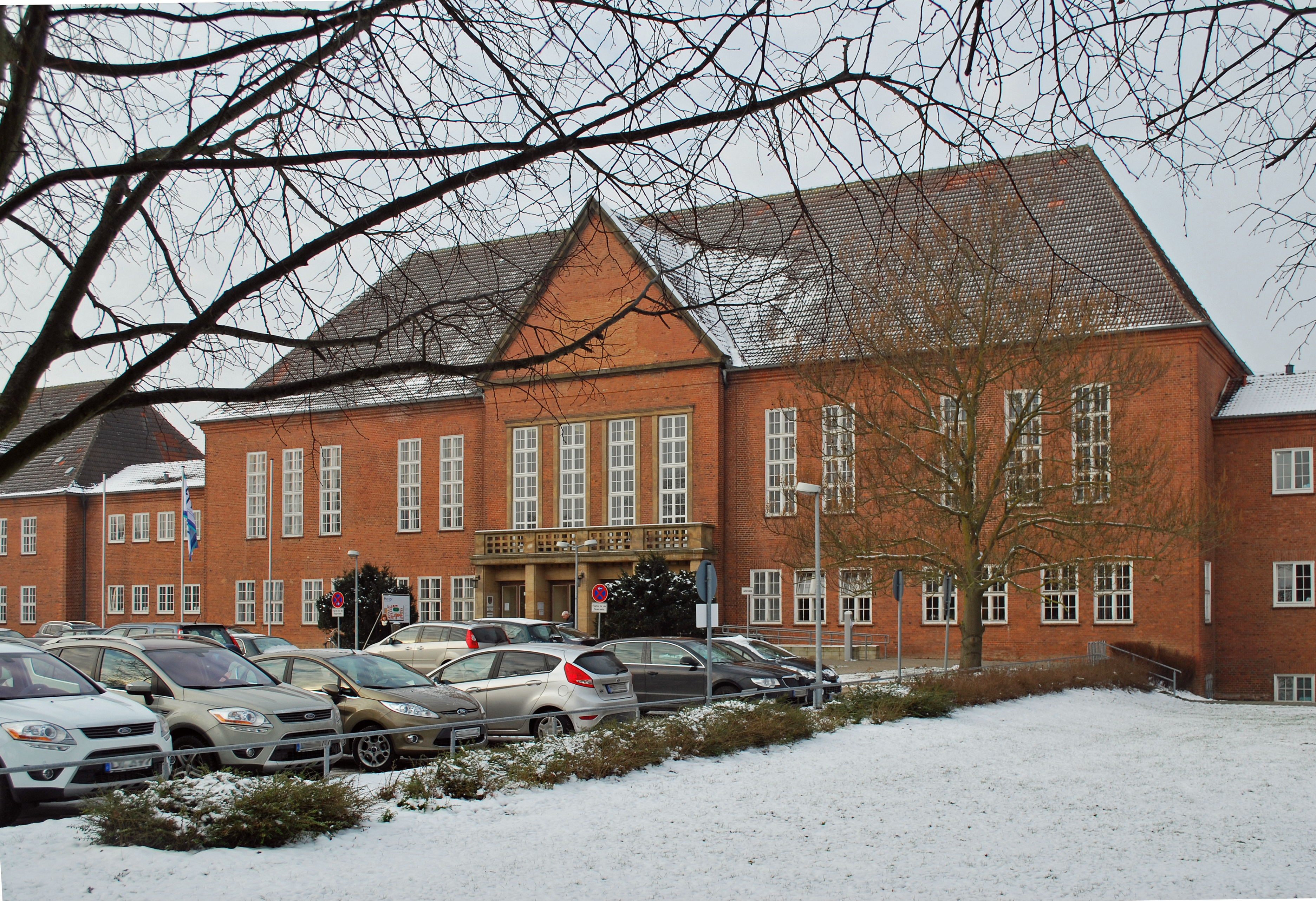
Pädagogische Hochschule Güstrow (1943)

Sofern nicht anders angegeben, handelt es sich um Wohnbebauung in Lübeck

Neubauten
- 1921: Gedenkstein auf dem Ehrenfriedhof
- 1922: Schönböckener Straße 17 a (Helioswerk)
- 1925: Bei der Wasserkunst 25
- 1925: Wakenitzstraße 32
- 1926: Hohelandstraße 2, 4 & 6
- 1926/27: Hansestraße 126 & 128
- 1927: Hansestraße 130 & 132
- 1927: Hohelandstraße 20
- 1928: Bei der Wasserkunst 1
- 1928/29: Schützenstraße 66–72
- 1930: Hüxtertorallee 1: Andreas-Wilms-Haus der Kirchengemeinde St.  Aegidien
- 1930: Triftstraße 70–101
- 1930: Johannisstraße 5
- Vor 1931: Moislinger Allee 71, 71 a, 71 b & 73
- 1931: Neuengammer Straße 2
- 1931: An der Stadtfreiheit 16–25
- 1943: Pädagogische Hochschule Güstrow (an der Entwurfsplanung beteiligt)
- 1952: Marquardplatz 5
- 1952: Hohelandstraße 9–11 & 13–23
- 1954: Strohkatenstraße 3
- 1954: Hansestraße 9
- 1963: Ziegelstraße 122 a (Umkleidehaus Sportplatz Neuhof)
- 1964: Hohelandstraße 46–48
- 1965: Schönböckener Straße 102 (Pflanzenschutzamt)

Umbauten und Erweiterungen
- 1919/20: Mengstraße 15 (Umbau)
- 1927: Kapelle Maria am Stegel (Umbau)[6]
- 1954: Markt (Wiederaufbau des Südriegels)

Nicht erfolgreiche Entwürfe
- 1928: Johannisstraße 48 (Wettbewerb um den Neubau eines Gewerkschaftshauses; 3. Preis)[7]
- 1935: Marktplatz (Wettbewerb um die künftige Gestaltung; Ankauf des Entwurfes)[8]
- 1956: Kapelle Maria am Stegel (Überplanung als Gemeindehaus mit Dachwohnung)[6]

## Publikationen
- Noch einmal das Holstentor-Problem. In: Vaterstädtische Blätter. № 11, 1931, Seiten 41 ff.
- Wiederherstellung des Lübecker Marktes im Rahmen des Möglichen. In: Lübeckische Blätter. Band 11, № 3, 1951, Seiten 29–31.
- Brandnacht Palmarum 1942. In: Senat der Hansestadt Lübeck (Hrsg.): Hansestadt Lübeck. Concordia domi foris pax. 1954, Seiten 32–36.